# Verein für Leibesübungen von 1899 1997-1998
Questa voce raccoglie le informazioni riguardanti il Verein für Leibesübungen von 1899 nelle competizioni ufficiali della stagione 1997-1998.

## Stagione
Nella stagione 1997-1998 l'Osnabrück, allenato da Hans-Werner Moors, concluse il campionato di Regionalliga nord al 3º posto.

## Rosa
| N. |                          | Ruolo | Calciatore         |
| -- | ------------------------ | ----- | ------------------ |
|    | Germania (bandiera)      | P     | Uwe Brunn          |
|    | Germania (bandiera)      | P     | Stephan Quatmann   |
|    | Germania (bandiera)      | D     | Günther Baerhausen |
|    | Germania (bandiera)      | D     | Mirko Baschetti    |
|    | Germania (bandiera)      | D     | Marc Bury          |
|    | Germania (bandiera)      | D     | Frank Claaßen      |
|    | Germania (bandiera)      | D     | Rainer Goda        |
|    | Germania (bandiera)      | D     | Bernd Heemsoth     |
|    | Germania (bandiera)      | D     | Nils Hörmeyer      |
|    | Germania (bandiera)      | D     | Carsten Kober      |
|    | Nuova Zelanda (bandiera) | C     | Mark Burton        |

| N. |                         | Ruolo | Calciatore         |
| -- | ----------------------- | ----- | ------------------ |
|    | Stati Uniti (bandiera)  | C     | Joe Enochs         |
|    | Germania (bandiera)     | C     | Henrik Graulich    |
|    | Germania (bandiera)     | C     | Sebastian Lodter   |
|    | Polonia (bandiera)      | C     | Andrzej Magowski   |
|    | Germania (bandiera)     | C     | Martin Przondziono |
|    | Germania (bandiera)     | C     | Lars Schiersand    |
|    | Germania (bandiera)     | C     | Dirk Wobker        |
|    | Paesi Bassi (bandiera)  | A     | Marc Bosma         |
|    | Germania (bandiera)     | A     | Jacek Janiak       |
|    | Burkina Faso (bandiera) | A     | Kassoum Quedraogo  |
|    | Germania (bandiera)     | A     | Sven Simonsen      |

## Organigramma societario
Area tecnica
- Allenatore: Hans-Werner Moors
- Allenatore in seconda: Klaus Baumanns
- Preparatore dei portieri:
- Preparatori atletici:
- Analisi video:

## Calciomercato

### Sessione estiva
| Acquisti | Acquisti           | Acquisti         | Acquisti |
| R.       | Nome               | da               | Modalità |
| -------- | ------------------ | ---------------- | -------- |
| A        | Marc Bosma         | Werder Brema II  |          |
| D        | Frank Claaßen      | SV Wilhelmshaven |          |
| A        | Jacek Janiak       | Oldenburg        |          |
| C        | Andrzej Magowski   | Herzlake         |          |
| C        | Martin Przondziono | Quelle Fürth     |          |

| Cessioni | Cessioni     | Cessioni          | Cessioni |
| R.       | Nome         | a                 | Modalità |
| -------- | ------------ | ----------------- | -------- |
| A        | Adam Posilek | Atlas Delmenhorst |          |

### Sessione invernale
| Acquisti | Acquisti | Acquisti | Acquisti |
| R.       | Nome     | da       | Modalità |
| -------- | -------- | -------- | -------- |

| Cessioni | Cessioni      | Cessioni               | Cessioni |
| R.       | Nome          | a                      | Modalità |
| -------- | ------------- | ---------------------- | -------- |
| C        | Niels Mackel  | Eintracht Braunschweig |          |
| D        | Greg Schwager | Vejle                  |          |

## Risultati

### Regionalliga

#### Girone di andata
| 3 agosto 1997, ore 15:00 CEST 1ª giornata | 93 Amburgo | 2 – 3 | Osnabrück |  |

| 6 agosto 1997, ore 20:00 CEST 2ª giornata | Osnabrück | 1 – 0 | Eintracht Nordhorn |  |

| 10 agosto 1997, ore 15:00 CEST 3ª giornata | Oldenburg | 0 – 3 | Osnabrück |  |

| 21 agosto 1997, ore 14:00 CEST 4ª giornata | Osnabrück | 2 – 2 | Hannover 96 |  |

| 24 agosto 1997, ore 18:00 CEST 5ª giornata | Eintracht Braunschweig | 1 – 1 | Osnabrück |  |

| 31 agosto 1997, ore 18:00 CEST 6ª giornata | Osnabrück | 0 – 1 | Herzlake |  |

| 6 settembre 1997, ore 14:30 CEST 7ª giornata | S.F. Ricklingen | 0 – 1 | Osnabrück |  |

| 12 settembre 1997, ore 20:00 CEST 8ª giornata | Osnabrück | 2 – 0 | Norderstedt |  |

| 21 settembre 1997, ore 15:00 CEST 9ª giornata | Amburgo II | 2 – 2 | Osnabrück |  |

| 26 settembre 1997, ore 20:00 CEST 10ª giornata | Osnabrück | 4 – 0 | Werder Brema II |  |

| 5 ottobre 1997, ore 18:00 CEST 11ª giornata | Osnabrück | 0 – 0 | Wilhelmshaven |  |

| 12 ottobre 1997, ore 15:00 CEST 12ª giornata | Arminia Hannover | 2 – 2 | Osnabrück |  |

| 17 ottobre 1997, ore 20:00 CEST 13ª giornata | Osnabrück | 2 – 0 | Atlas Delmenhorst |  |

| 25 ottobre 1997, ore 15:00 CEST 14ª giornata | TuS Celle | 0 – 3 | Osnabrück |  |

| 2 novembre 1997, ore 14:00 CET 15ª giornata | Osnabrück | 6 – 1 | Göttingen |  |

| 7 novembre 1997, ore 19:00 CET 16ª giornata | Kickers Emden | 2 – 2 | Osnabrück |  |

| 13 novembre 1997, ore 20:00 CET 17ª giornata | Osnabrück | 2 – 0 | Lubecca |  |

#### Girone di ritorno
| 24 novembre 1997, ore 15:00 CET 18ª giornata | Osnabrück | 3 – 0 | 93 Amburgo |  |

| 30 novembre 1997, ore 14:00 CET 19ª giornata | Eintracht Nordhorn | 1 – 1 | Osnabrück |  |

| 6 dicembre 1997, ore 14:00 CET 20ª giornata | Osnabrück | 1 – 2 | Oldenburg |  |

| 12 dicembre 1997, ore 19:00 CET 21ª giornata | Hannover 96 | 2 – 1 | Osnabrück |  |

| 5 febbraio 1998, ore 20:15 CET 22ª giornata | Osnabrück | 1 – 0 | Eintracht Braunschweig |  |

| 13 febbraio 1998, ore 19:00 CET 23ª giornata | Herzlake | 0 – 0 | Osnabrück |  |

| 22 febbraio 1998, ore 15:00 CET 24ª giornata | Osnabrück | 4 – 0 | S.F. Ricklingen |  |

| 1º marzo 1998, ore 15:00 CET 25ª giornata | Norderstedt | 0 – 0 | Osnabrück |  |

| 13 aprile 1998, ore 15:00 CEST 26ª giornata | Osnabrück | 2 – 0 | Amburgo II |  |

| 14 marzo 1998, ore 14:00 CET 27ª giornata | Werder Brema II | 3 – 3 | Osnabrück |  |

| 22 marzo 1998, ore 15:00 CET 28ª giornata | Wilhelmshaven | 2 – 0 | Osnabrück |  |

| 27 marzo 1998, ore 20:00 CET 29ª giornata | Osnabrück | 1 – 1 | Arminia Hannover |  |

| 5 aprile 1998, ore 15:00 CEST 30ª giornata | Atlas Delmenhorst | 1 – 5 | Osnabrück |  |

| 17 aprile 1998, ore 20:00 CEST 31ª giornata | Osnabrück | 3 – 1 | TuS Celle |  |

| 2 maggio 1998, ore 14:30 CEST 32ª giornata | Göttingen | 0 – 4 | Osnabrück |  |

| 9 maggio 1998, ore 14:30 CEST 33ª giornata | Osnabrück | 3 – 0 | Kickers Emden |  |

| 16 maggio 1998, ore 14:00 CEST 34ª giornata | Lubecca | 2 – 2 | Osnabrück |  |

## Statistiche

### Statistiche di squadra
| Competizione      | Punti | In casa | In casa | In casa | In casa | In casa | In casa | In trasferta | In trasferta | In trasferta | In trasferta | In trasferta | In trasferta | Totale | Totale | Totale | Totale | Totale | Totale | DR  |
| Competizione      | Punti | G       | V       | N       | P       | Gf      | Gs      | G            | V            | N            | P            | Gf           | Gs           | G      | V      | N      | P      | Gf     | Gs     | DR  |
| ----------------- | ----- | ------- | ------- | ------- | ------- | ------- | ------- | ------------ | ------------ | ------------ | ------------ | ------------ | ------------ | ------ | ------ | ------ | ------ | ------ | ------ | --- |
| Regionalliga nord | 66    | 17      | 12      | 3       | 2       | 37      | 8       | 17           | 6            | 9            | 2            | 33           | 20           | 34     | 18     | 12     | 4      | 70     | 28     | +42 |
| Totale            | 66    | 17      | 12      | 3       | 2       | 37      | 8       | 17           | 6            | 9            | 2            | 33           | 20           | 34     | 18     | 12     | 4      | 70     | 28     | +42 |

### Andamento in campionato
| Giornata  | 1 | 2 | 3 | 4 | 5 | 6 | 7 | 8 | 9 | 10 | 11 | 12 | 13 | 14 | 15 | 16 | 17 | 18 | 19 | 20 | 21 | 22 | 23 | 24 | 25 | 26 | 27 | 28 | 29 | 30 | 31 | 32 | 33 | 34 |
| --------- | - | - | - | - | - | - | - | - | - | -- | -- | -- | -- | -- | -- | -- | -- | -- | -- | -- | -- | -- | -- | -- | -- | -- | -- | -- | -- | -- | -- | -- | -- | -- |
| Luogo     | T | C | T | C | T | C | T | C | T | C  | C  | T  | C  | T  | C  | T  | C  | C  | T  | C  | T  | C  | T  | C  | T  | C  | T  | T  | C  | T  | C  | T  | C  | T  |
| Risultato | V | V | V | N | N | P | V | V | N | V  | N  | N  | V  | V  | V  | N  | V  | V  | N  | P  | P  | V  | N  | V  | N  | V  | N  | P  | N  | V  | V  | V  | V  | N  |
| Posizione | 5 | 4 | 4 | 4 | 5 | 5 | 5 | 5 | 5 | 4  | 4  | 4  | 4  | 3  | 3  | 3  | 3  | 3  | 3  | 3  | 3  | 3  | 3  | 3  | 4  | 4  | 4  | 5  | 5  | 5  | 3  | 3  | 3  | 3  |

Legenda:

Luogo: C = Casa; T = Trasferta. Risultato: V = Vittoria; N = Pareggio; P = Sconfitta.